# Honnête homme
L’honnête homme est un idéal moral du XVIIe siècle européen. Il désigne un homme ayant une culture générale étendue, des qualités sociales propres à le rendre agréable à la cour (courtoisie et humilité) ainsi que des vertus morales (modération et maîtrise de ses émotions). Homme de cour et homme du monde, il se doit de se montrer humble, courtois et cultivé mais aussi capable de pouvoir s'adapter à son entourage.
Cet idéal est l'héritier de l'idéal grec du kalos kagathos tel qu'il est décrit sous les traits d'Ischomaque par Xénophon mais aussi de réflexions des théologiens médiévaux sur l'honestas et le « clerc honnête » (honestus clerus).

## Histoire
L’honnête homme est un modèle d’humanité qui est apparu au XVIIe siècle sous la plume des moralistes et des écrivains de l’époque. Il témoigne de l'émergence et de l'affirmation croissante de la bourgeoisie à l'intérieur de la société de ce siècle, face à la noblesse qui occupe tout l'espace de la conscience sociale. L'apparition de la figure de l'honnête homme fait ressortir, en même temps, l'ambiguïté de sa position sociale. Jusqu'alors, l'ascendant de la noblesse faisait du courtisan le modèle idéal d'humanité. La politesse mondaine devient à l'inverse avec l’honnête homme une obligation morale.

### Naissance
Nicolas Faret a écrit le premier traité en français portant sur L'Honnête Homme (1630), s'inspirant fortement du Livre du courtisan (1528) de Baldassare Castiglione.

### Postérité
Cet idéal d'humanité a perduré jusqu'au milieu du XXe siècle et n'est pas spécifiquement français : le concept de gentleman cultivé, raisonnable et curieux de tout apparaît dans le Londres des années postérieures à la Glorieuse Révolution, mais tend à disparaître vers la fin de l'époque victorienne ; il caractérise également le premier romantisme allemand (l'esprit de l'Aufklärung), etc.
En 1947, l'historien français Philippe Ariès pouvait encore écrire : « l'honnête homme représente non pas un intellectuel professionnel, mais un esprit curieux, cultivé, de goût sûr ».

## Définition
L’honnête homme est un être de contrastes et d’équilibre. Il incarne une tension qui résulte de cette recherche d’équilibre entre le corps et l'âme, entre les exigences de la vie et celles de la pensée, entre les vertus antiques et les vertus chrétiennes. Il lui faut fuir les excès, même dans le bien. En un mot, il est un idéal de modération et d'équilibre dans l'usage de toutes les facultés.
L’honnête homme dispose d'une « culture générale » pour reprendre une expression contemporaine. Il est apte à converser sur un grand nombre de sujets. Il s’oppose ainsi au spécialiste (en grec, idiôtès: celui qui s'enfermant dans un savoir unique, devient stupide, idiot). Cet idéal de formation (généraliste) visait moins à développer un certain type de savoir particulier qu'à faire naître le « bon goût ». Cette conception de l'honnête homme, qui exprime davantage une recherche d'équilibre qu'une accumulation du savoir, renvoie au principe de Montaigne voulant qu'il est préférable d'avoir « la tête bien faite que bien pleine ».
Par un alliage judicieux de la culture générale avec le bon goût et la politesse des manières, il entendait que l'homme réalise pleinement la définition antique qui faisait de lui un « animal raisonnable ». Selon la formule de Nicolas Boileau, il lui fallait « savoir et converser et vivre ».

## Dans les lettres
Le concept d'honnête homme apparaît aussi dans les œuvres des auteurs du XVIIe, notamment de Madeleine de Scudéry et de Molière. Il est ainsi très représenté dans Le Tartuffe sous le personnage de Cléante et également celui d'Elmire, son double féminin. Molière condamne aussi l'excès chez les précieuses, les qualifiant de dragons de vertus (Les Femmes savantes). Dans Les Caractères de La Bruyère, les personnages d'Acis, Arrias ou encore Périandre sont décrits comme opposés à l'Honnête Homme : Acis (Livre V, Remarque 7) est un beau parleur qui utilise un langage beaucoup trop élaboré et cryptique afin de cacher son manque d'esprit, Arrias (Livre V, Remarque 9) est un courtisan qui fait étalage d'un pseudo-savoir car il est pédant mais n'a aucune connaissance et est prêt à mentir pour prétendre en avoir, et Périandre (Livre VI, Remarque 21) est un homme se faisant passer pour un noble alors qu'il ne possède pas de titre de noblesse et cotoyant des personnes intéressées. Les Caractères défendent l'idéal de l'Honnête Homme en montrant qu'il permet de corriger les travers de la société peints dans ses Remarques.

## Critiques de l'idéal de l'honnête homme
René Descartes reprend de manière critique l'idéal de l'honnête homme. Hostile à l'érudition, il affirme qu'« il n’est pas plus du devoir d’un honnête homme de savoir le grec ou le latin que le langage suisse ou bas breton, ni l’histoire de l’empire romano-germanique, que celle du plus petit état qui se trouve en Europe ; et je pense qu’il doit seulement consacrer ses loisirs aux choses bonnes et utiles, et n’emplir sa mémoire que des plus nécessaires ».
Jean-Jacques Rousseau propose une critique beaucoup plus sévère de l'idéal de l'honnête homme. Dans la préface de son Narcisse, il prétend dénoncer le fait que il « faut nécessairement renoncer à la vertu pour devenir un honnête homme ». Comme le remarque Jacques Roger dans sa préface aux deux discours couronnés de Rousseau : la vertu n'a qu'un sens, « et c'est l'entier dévouement de l'homme à ses semblables, du citoyen à sa patrie ». Ainsi, dans la continuité de sa critique de la politesse, qui socialement condamne à paraître autre que l'on est et à ne pas voir autrui tel qu'il est, Rousseau critique l'honnête homme — lequel selon lui, en donnant une trop grande importance à la politesse, donne une dimension carnavalesque aux échanges humains.